# Мидо-лидийская война
Мидо-лидийская война — вооружённый конфликт между Лидией и Мидией, происходивший в 590—585 годах до н. э.
Лидийский царь Алиатт II (618—562 до н. э.), утвердив свою власть на левом берегу реки Галис, столкнулся с царём Мидии Киаксаром, имевшим притязание на Восточную Лидию. Война продолжалась шесть лет с переменным успехом.
Во время главного сражения 28 мая 585 года до н. э. произошло солнечное затмение. «В то время, как бой разгорался всё сильнее и сильнее, — замечает Геродот, — день внезапно сменился ночью». В суеверном страхе воины обеих сторон прекратили сражение, и цари поспешили заключить мир, причём река Галис (современный Кызылырмак) была признана границей обоих царств. В результате Мидия присоединила Каппадокию.